# Punta de Riba-roja
La Punta de Riba-roja és una muntanya de 401 metres que es troba al municipi de Maials, a la comarca catalana del Segrià.